# Казолези (Козенца)
Казолези је насеље у Италији у округу Козенца, региону Калабрија.
Према процени из 2011. у насељу је живело 2 становника. Насеље се налази на надморској висини од 1317 м.